# Horserød Hegn
Horserød Hegn är en skog norr om Gurre Sø på nordvästra Själland i Danmark. Den har en yta på drygt 600 hektar och består huvudsakligen av lövskog med ek och bok samt områden med rödgran. Vid Gurre Sø finns områden med björkskog, klibbal, pil, gran och enbär. I skogen finns också flera mossar med tranbär, tuvull, kråkbär, ljung, odon, lingon, blåbär och rosling.
I Horserød Hegn finns flera fornminnen och gravhögar från sten- och bronsåldern. Det tidigare interneringslägret Horserødlejren, som nu är ett fängelse, ligger utmed vägen från Helsingör till Gurre.
Horserød Hegn är en del av  Nationalpark Kongernes Nordsjælland och Natura 2000-området Gurre Sø. 72 hektar av området är naturskog.